# 1967年の相撲
1967年の相撲（1967ねんのすもう）は、1967年の相撲関係のできごとについて述べる。

## アマチュア相撲
- 野見典展が史上初の全日本相撲選手権大会3連覇。

## 大相撲

### できごと
- 1月29日 - 1月場所で横綱大鵬が2度目の6連覇達成。また5度目の全勝優勝も達成[1][2]。
- 1月31日 - 元横綱千代の山の九重親方が出羽海部屋から独立、九重部屋を創設。大関北の富士ら10人が同行する。同時に出羽海一門から破門される[1][2]。
- 2月1日 - 元横綱栃ノ海が年寄名を中立に名跡変更[1][2]。
- 2月4日 - 第1回NHK慈善大相撲（現・NHK福祉大相撲）が蔵前国技館で開催される[3][1]。
- 3月2日 - 3月場所の番付が発表され、高見山が十両に昇進、外国出身外国籍として初の関取になる[4][2]。
- 3月16日 - 3月場所5日目、横綱大鵬は前頭3枚目の淺瀬川に敗れ、34連勝でストップ[4][2]。
- 3月25日 - 1月場所後独立した九重部屋が高砂一門に入る。独立直後の3月場所では幕内で北の冨士、十両で松前山とダブル優勝[4][2]。
- 4月23日 - 片男波部屋で弟子11人が集団脱走事件[4][2]。
- 5月6日 - 5月場所の番付が発表。前場所限りで自費養成力士が廃止されたことに伴い今場所から幕内が6人減って34人、十両が10人減って26人を定員とする。このため新入幕も新十両もなし。十両で勝ち越しの前田川・安芸の國・嵐山が幕下へ転落[5][2]。
- 5月21日 - 5月場所8日目、昭和天皇、皇后観戦[5][2]。
- 7月2日 - 7月場所初日の麒麟児-豊國戦の勝負判定などに関し、理事長が勝負検査役に注意[2]。
- 7月9日 - 7月場所8日目に青ノ里が連続1000回出場で表彰[6][2]。
- 7月19日 - 元関脇鶴ヶ嶺引退、年寄君ヶ濱襲名[6][2]。
- 9月27日 - 場所後の番付編成会議で琴櫻の大関昇進決定[6][2]。
- 10月8日 - 大阪準本場所（～22日)、横綱柏戸優勝。この場所の収益の一部を日本万国博覧会に寄付[6][2]。
- 12月13日 - 沖縄巡業（～17日)[6][2]。
- 12月23日 - 日本相撲協会の機構改革が決定。理事15名を10名に減らし、取締制を廃止。勝負検査役が任命制となり、弟子養成の年寄は除外、審判部を設置。指導普及部を強化。上位力士らに研修会を開催[6][2]。

### 本場所
- 一月場所（蔵前国技館・15日～29日）
幕内最高優勝 : 大鵬幸喜（15戦全勝,24回目）
　殊勲賞-麒麟児、敢闘賞-明武谷、技能賞-豊國
十両優勝 : 陸奥嵐幸雄（11勝4敗）
- 三月場所（大阪府立体育館・12日～26日）
幕内最高優勝 : 北の富士勝昭（14勝1敗,初）
　殊勲賞-藤ノ川、敢闘賞-陸奥嵐、技能賞-藤ノ川
十両優勝 : 松前山武士（12勝3敗）
- 五月場所（蔵前国技館・14日～28日）
幕内最高優勝 : 大鵬幸喜（14勝1敗,25回目）
　殊勲賞-麒麟児、敢闘賞-長谷川、技能賞-麒麟児
十両優勝 : 天水山正則（12勝3敗）
- 七月場所（愛知県体育館・2日～16日）
幕内最高優勝 : 柏戸剛（14勝1敗,5回目）
　殊勲賞-長谷川、敢闘賞-琴櫻、技能賞-若浪
十両優勝 : 若二瀬唯之（12勝3敗）
- 九月場所（蔵前国技館・10日～24日）
幕内最高優勝 : 大鵬幸喜(15戦全勝,26回目）
　殊勲賞-琴櫻、敢闘賞-海乃山
十両優勝 : 栃東知頼（12勝3敗）
- 十一月場所（福岡スポーツセンター・12日～26日）
幕内最高優勝 :佐田の山晋松（12勝3敗,5回目）
　殊勲賞-海乃山、敢闘賞-福の花
十両優勝 : 若ノ國豪夫（12勝3敗）
- 年間最優秀力士賞:大鵬幸喜（70勝6敗14休）
- 年間最多勝:大鵬幸喜（70勝6敗14休）・柏戸剛（70勝20敗）

## 誕生
- 2月10日 - 床岳（一等床山、所属：九重部屋）
- 2月19日 - 栃天晃正嵩（最高位：十両4枚目、所属：春日野部屋）
- 3月11日 - 盛風力秀彦（最高位：十両12枚目、所属：押尾川部屋）
- 3月16日 - 安芸乃島勝巳（最高位：関脇、藤島部屋→二子山部屋、年寄：高田川）[7]
- 4月25日 - 太晨光真（最高位：十両9枚目、所属：三保ヶ関部屋→北の湖部屋）
- 5月7日 - 大翔鳳昌巳（最高位：小結、所属：立浪部屋、+ 1999年【平成11年】）[8]
- 6月14日 - 重ノ海博久（最高位：十両11枚目、所属：武蔵川部屋）
- 6月23日 - 龍興山一人（最高位：前頭5枚目、所属：出羽海部屋、+ 1990年【平成2年】）[9]
- 6月27日 - 剣晃敏志（最高位：小結、所属：高田川部屋、+ 1998年【平成10年】）[10]
- 6月27日 - 木村寿之介（三役格行司、所属：大島部屋→友綱部屋→大島部屋）[11]
- 9月15日 - 大輝煌正人（最高位：前頭15枚目、所属：武蔵川部屋、+ 2009年【平成21年】）[12]
- 9月28日 - 貴闘力忠茂（最高位：関脇、所属：藤島部屋→二子山部屋）[13]
- 11月18日 - 小城ノ花昭和（最高位：前頭2枚目、所属：出羽海部屋、年寄：出羽海）[9]

## 死去
- 1月4日 - 兼六山鉄太郎（最高位：前頭13枚目、所属：浦風部屋→立浪部屋、* 1899年【明治32年】）[14]
- 2月20日 - 輝昇勝彦（最高位：関脇、所属：高嶋部屋、* 1922年【大正11年】）[15]
- 4月2日 - 小ノヶ嵜金藏（最高位：前頭5枚目、所属：熊ヶ谷部屋、* 1884年【明治17年】）[16]
- 6月20日 - 伊勢錦清（最高位：十両9枚目、所属：清見潟部屋→出羽海部屋、* 1902年【明治35年】）
- 7月1日 - 清瀬川敬之助（最高位：関脇、所属：熊ヶ谷部屋→楯山部屋、* 1893年【明治26年】）[17]
- 7月5日 - 清水川元吉（最高位：大関、所属：二十山部屋、* 1900年【明治33年】）[18]
- 10月21日 - 錦華山大五郎（最高位：前頭2枚目、所属：小野川部屋、* 1900年【明治33年】）[19]
- 11月25日 - 浪ノ音健藏（最高位：関脇、所属：高砂部屋、* 1882年【明治15年】）[20]
- 12月9日 - 紅葉川孝市（最高位：小結、所属：友綱部屋、* 1895年【明治28年】）[21]
- 12月22日 - 小鉄（元呼出、所属：伊勢ヶ濱部屋、* 1891年【明治24年】）

## その他
- 11月、北の富士が歌手としてシングル「ネオン無情」を発売。累計50万枚の売り上げを記録し、力士歌謡の草分けとなる。